# Utredning
En utredning är ett projekt som syftar till att analysera en fråga och sammanställa information kring den. Begreppet utredning syftar i grunden på verksamhet. Det är vanligt att gruppen som gör utredningen också kallas "utredning" även om dess officiella namn inom Svenska staten oftast är kommitté, medan man i privat verksamhet ofta pratar om projektgrupp eller liknande. Även resultatet, rapporten, brukar ibland kallas "utredning" även om statliga svenska kommittéer normalt lämnar betänkanden eller rapporter.
En enmansutredning är en utredning som utförs av en enda person.